# Клинчин, Александр Павлович
Александр Павлович Клинчин (29 октября [11 ноября] 1917, Петроград, — 01 декабря 1968, Москва), — советский театровед, старший научный сотрудник Института истории искусств (1961), доктор искусствоведения (1968).
Вклад А. П. Клинчина в исследования по истории русского театра был столь заметным, что в Театральной энциклопедии, изданной Академией наук, статья о нём появилась ещё при его жизни.

## Биография
Есть все основания полагать, что отцом А. П. Клинчина был Павел Маркович Клинчин, — активный сотрудник Российского отделения ЕКО, живший во время Революции в Петрограде, а в середине 1920-х годов переехавший в Москву. Изрядно образованный уже в юности, Павел Маркович был автором нескольких книг, среди которых упоминается хранящаяся в рукописи книга «Русский провинциальный театр. 1750—1880».
Столь глубокий интерес и обширные познания Павла Марковича в истории русского театра хорошо объясняют, почему для получения высшего образования А. П. Клинчин выбрал именно факультет литературы Театроведческого отделения МИФЛИ, куда, окончив школу, он поступил в 1935 году.
МИФЛИ имеет короткую, но бурную историю: в 1931 году Институт был выделен в самостоятельный вуз из состава МГУ; первый набор студентов МИФЛИ провёл лишь спустя три года, — в 1934 году; а в 1941-м уже был возвращён в состав МГУ. Таким образом, МИФЛИ полноценно обучил всего три выпуска — студентов, поступивших в 1934-м, 1935-м и в 1936-м годах. Преподавательский и студенческий состав МИФЛИ трудились с особенной энергией, стремясь завоевать новообразованному институту имя лучшего в стране, и те выпускники, которых не забрала у жизни Война, впоследствии действительно составили целую плеяду выдающихся советских учёных и деятелей культуры. Среди них нужно считать и А. П. Клинчина, окончившего МИФЛИ в 1940 году.
Первая послевоенная публикация датируется 1947 годом, — А. П. Клинчин издал исследование биографии и творчества когда-то известного, но, как водится, крепко забытого актёра XVIII-го века Якова Шуше́рина.
Своеобразным рубежом в творчестве А. П. Клинчина стала защита в 1951 году диссертации «Николай Хрисанфович Рыбаков (1811—1876)» — на степень кандидата искусствоведения. Защищал свою работу А. П. Клинчин перед учёным собранием ГИТИС. Работа была проведена столь добросовестно, в ходе подготовки диссертации было собрано и усвоено столько материалов по истории русского театра, что сразу после успешной защиты Клинчин издаёт сначала монографию о Рыбакове, а в следующие пять лет, — почти без перерывов, — публикует подряд добротные научные исследования творчества актёров М. С. Щепкина, П. С. Мочалова, А. А. Остужева, режиссёра А. И. Канина, актрис Л. И. Млотковской (на украинском языке) и В. Н. Паше́нной; пишет о Малом театре и о Народном театре на Политехнической выставке в Москве. При этом, в те же годы Клинчин выполнял и обязанности научного редактора в издательстве «Искусство».
Труды начала 1950-х годов быстро выдвинули А. П. Клинчина в ряд видных театроведов СССР. Труды были так основательны, что в дальнейшем учёный лишь переиздавал их «дополненные и улучшенные» варианты. Исключением стала работа, посвящённая лауреату двух Сталинских премий актрисе Е. А. Шатровой, которую не успел закончить научный руководитель и друг А. П. Клинчина — С. Н. Дурылин, умерший в 1954 году. А также работа, посвящённая 150-летию Прова Садовского, которую Александр Павлович Клинчин написал в соавторстве с Павлом Марковичем Клинчиным.
Основные же силы А. П. Клинчина со второй половины 1950-х и уже почти до конца его дней уходили на создание двух фундаментальных научно-культурных памятников СССР: «Театральной энциклопедии в 5-ти томах» и «Истории русского драматического театра в 7-ми томах», — в научную редакцию которых он был приглашён как эксперт по истории русских провинциальных театров. В процессе работы над энциклопедией, в 1961 году, А. П. Клинчин был принят на должность старшего научного сотрудника в Институт истории искусств АН СССР
В пятитомной Театральной энциклопедии, «первом научно-справочном издании по театральному искусству на русском языке», издававшейся под эгидой Академии наук СССР с 1961-го по 1967-й годы, опубликовано 60 статей А. Клинчина (за подписью «А. Кл.»); в VI-м, дополнительном, томе Энциклопедии напечатана обширная театральная библиография, — «по вопросам театра всех времён, стран, народов и жанров», — в которой упомянуты 6 его работ.
Фундаментальную «Историю русского драматического театра в 7-ми томах», А. П. Клинчин уже не увидел, — она начала издаваться спустя почти десять лет после его смерти, однако 2-й, 3-й и 4-й тома этой «Истории» завершаются главами «Провинциальный театр», написанными им. В этих главах более-менее подробно рассказывается о всех значимых провинциальных театрах и актёрах России в период с 1800-го по 1861 год.
В 1968 году А. П. Клинчин становится доктором искусствоведения. Выходит ещё одна его книга о выдающейся провинциальной актрисе Л. И. Млотковской, — теперь уже на русском. В октябре выходит та самая статья о Прове Садовском, которую А. П и П. М. Клинчины написали «совместно». — В это время Александр Павлович был уже тяжело болен. 1 декабря 1968 года он скончался.
Работы советского театроведа А. П. Клинчина спасли от забвения десятки — если не сотни — имён русских актёров прошлого, послужили надёжным пособием для научной работы всех последующих учёных, изучавших историю русского театра, историю культуры русского народа.
Имя А. П. Клинчина внесено в Большую Советскую Энциклопедию.

## Книги и публикации
- «Яков Емельянович Шушерин», М. Л., 1947;
- «Сценическая история комедии» в сб. «Правда хорошо, а счастье лучше» из серии А. Н. Островский на сцене Малого театра, М. 1948;
- «Николай Хрисанфович Рыбаков», М., 1952;
- «Павел Степанович Мочалов», М., 1953 (сост. сб. и авторы вступит. статей к разделам и коммент. — Ю. Дмитриев и А. Клинчин);
- "«П. С. Мочалов и современный ему провинциальный театр» в книге: Мочалов П. С., Заметки о театре, письма, стихи и пьесы, М., 1953;
- «Великий русский артист М. С. Щепкин», М., 1954;
- «Народный театр на Политехнической выставке в Москве», в сб.: Театральное наследство, М., 1956, с. 347 — 74;
- «В. Н. Пашенная в роли Вассы Железновой», в кн.: Ежегодник Малого театра. 1953—1954, М., 1956, с. 324 — 50;
- «Неосуществлённые замыслы Остужева», там же, с. 547 — 88 (совместно с Л. Ходорковской);
- «А. А. Остужев — актёр Шекспира», там же, с. 313 — 63 (совместно с Л. Ходорковской);
- «Л. I. Млотковська. Нарис про життя i творчість», Київ, 1958;
- «Елена Митрофановна Шатрова», М., 1958 (совместно с С. Н. Дурылиным);
- «Михаил Семёнович Щепкин», М., 1958;
- «Путь режиссёра. А. И. Канин. 1877—1953», М., 1962 (совм. с Л. Ходорковской);
- «Щепкин и провинция», «Театр», 1963, № 8;
- «Михаил Семенович Щепкин» М., 1964;
- «М. С. Щепкин: Летопись жизни и творчества» сост. Т. С. Гриц; вступ. статья В. Шкловского; примеч. А. П. Клинчина и Т. М. Ельницкой; М., 1966;
- «Повесть о забытой актрисе» (о Л. И. Млотковской), М., 1968;
- История русского драматического театра : [в 7 т.] / редкол.: Е. Г. Холодов (гл. ред.) [и др.]. — 2-е изд. — М. : Искусство, 1977—1987. - автор разделов в томах:3, 4.